# Luísa Henriqueta de Orange-Nassau
Luísa Henriqueta de Nassau (em holandês: Louise Henriette; Haia, 7 de dezembro de 1627 - Berlim, 18 de junho de 1667) foi uma condessa de Nassau e eleitora de Brandemburgo.

## Família
Luísa Henriqueta era a segunda criança e primeira filha do stadtholder Frederico Henrique de Orange e da condessa Amália de Solms-Braunfels. Os seus avós paternos eram Guilherme I, Príncipe de Orange e a sua quarta esposa, Luísa de Coligny. O seu avô foi assassinado por ordem do rei Filipe II de Espanha que acreditava que Guilherme o tinha traído a ele e à religião católica. Os seus avós maternos eram João Alberto I de Solms-Braunfels e a sua esposa, Inês de Sayn-Wittgenstein.

## Casamento

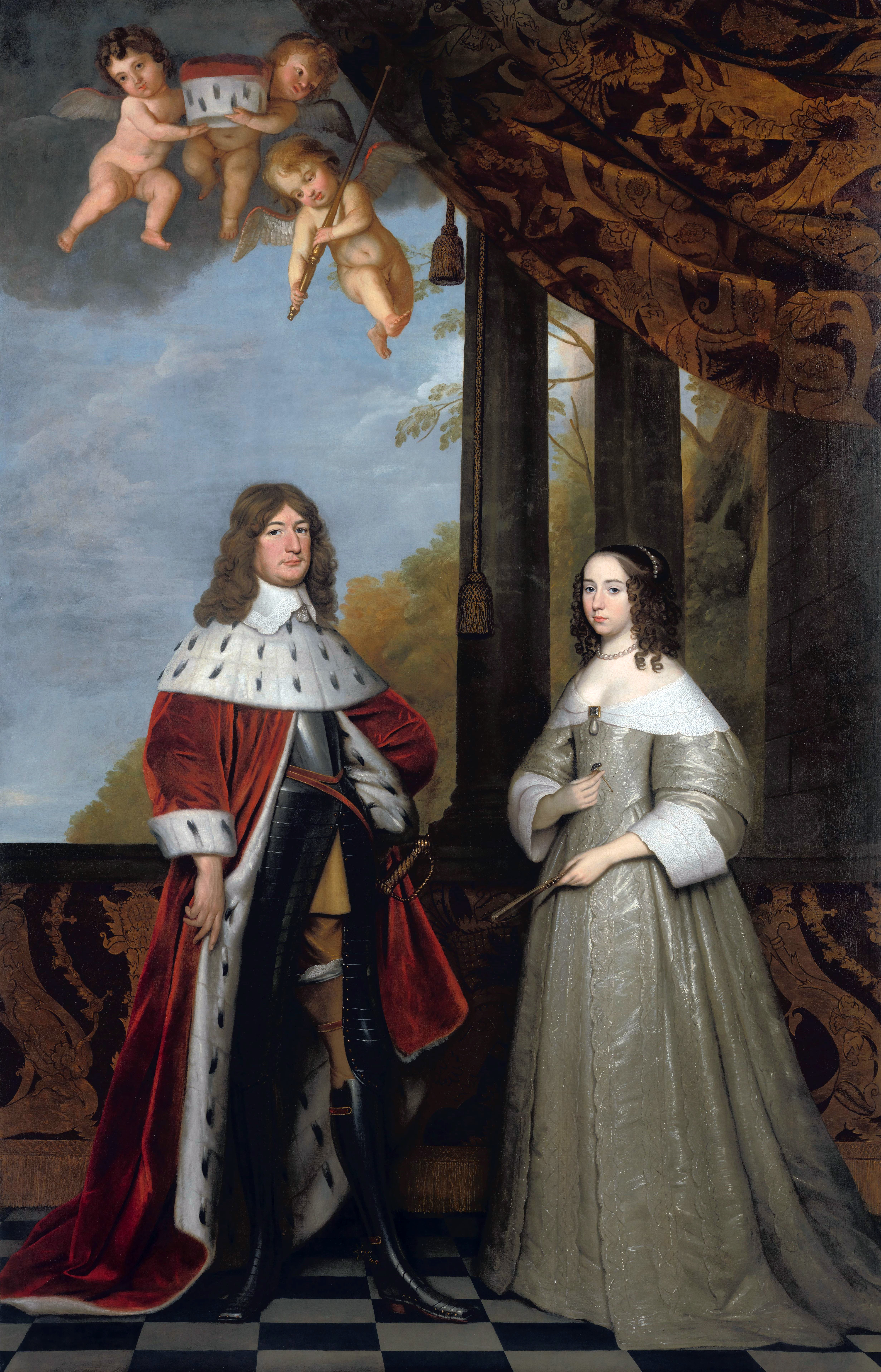
Luísa Henriqueta com o marido. Retrato por Gerard van Honthorst, de 1647.

Luísa Henriqueta teve de desistir do seu amor por Henri Charles de la Trémoille, príncipe de Talmant, filho de Henry de la Trémoille, uma vez que a sua mãe tinha ambições mais altas para o seu casamento apesar de as suas tentativas de a noivar com o rei Carlos II de Inglaterra não terem tido sucesso. Finalmente Luísa foi forçada a casar-se com o eleitor Frederico Guilherme I de Brandemburgo, em Haia, no dia 7 de Dezembro de 1646, o dia do seu décimo-nono aniversário.
Brandemburgo viu este casamento com bons olhos devido às ligações com a família de Orange e ao desenvolvido estado dos Países Baixos, bem como a esperança de receber apoio militar para a tentativa de ganhar influência na Pomerânia.

## Eleitora
O casal viveu em Kleve nos primeiros anos do seu casamento, mas mudaram-se para Brandemburgo, a capital de Frederico Guilherme, em 1648. Durante o seu casamento, Luísa seguiu o seu marido, viajando entre Haag, Königsberg, Berlim e Kleve entre campanhas, inspecções, guerras e campos de batalha na Polónia e na Dinamarca. Era conselheira política do seu marido e era vista como pragmática. Conseguiu, através de correspondência com a rainha da Polónia, fazer uma aliança com o seu país em troca do reconhecimento da Prússia como província de Brandemburgo por parte da Polónia. Disse-se dela: "Poucas eleitoras puderam ter tanta influência". Luís mandou construir um novo palácio em estilo holandês ao qual chamou Oranienburg. Em 1653 toda a cidade de Bötzow foi rebaptizada com esse nome. Também esteve envolvida no projecto e desenvolvimento do Lustgarten em Berlim. Em 1663 instalou o primeiro armário de porcelana da Europa. Em 1665 abriu um orfanato com espaço para vinte e quatro crianças. Era vista como verdadeiramente boa, gentil e com grande inteligência: os seus conselhos foram vitais para o seu marido e o seu casamento foi considerado um modelo a seguir. Durante a guerra esforçou-se por minimizar os danos para com a sociedade.

## Descendência
- Guilherme Henrique(1648-1649)
- Carlos (1655-1674)
- Amália (1656-1664)
- Frederico (1657-1713), primeiro rei na Prússia
- Henrique (1664-1664)
- Luís (1666-1687), casado com Ludwika Karolina Radziwiłł